# ボイド・ホルブルック
ボイド・ホルブルック（Boyd Holbrook, 1981年9月1日 - ）は、アメリカ合衆国、ケンタッキー州出身の俳優、モデル。
『バラエティ』誌にて「2012年に注目すべき10人の俳優」のひとりに選ばれた。

## 生い立ち
1981年、ケンタッキー州のプレストンバーグで、父ドン・ホルブルック（Don Holbrook）と母エレン（Ellen）の間に、ロバート・ボイド・ホルブルック（Robert Boyd Holbrook）として生まれた。

## キャリア
2001年に、シアターで大工として働いている時に見いだされ、モデルとしてElite Modelsと契約した。その後も、グッチ、ジャン・ポール・ゴルティエ、ヒューゴ・ボス、ビル・ブラス、カルヴァン・クライン、モスキーノ、マーク・ジェイコブス、DSquared2のようなブランド、デザイナーの元でモデルをつとめた。
モデルとして、ヨーロッパやアジアを回って働いた後で、ニューヨーク大学で学び、16ミリフィルム（撮影、照明、編集および脚本）でNYU-SCPSの資格証明書を受けた。また、コロンビア大学で、シナリオ制作と映画史について聴講生として受講し、結果として5本のショート・フィルムが残されている。
俳優として、演技をWilliam Esper Studioで学び、2年間のマイズナー・プログラムを終了した後に、AllisonのMV、『Permanent Me』に出演した。また、2007年にガス・ヴァン・サント監督にシナリオを送ったのがきっかけで、映画『ミルク』にデントン・スミス役での出演が決定した。本名のロバート・ボイド・ホルブルック名義での出演であった。
「Model-Max.com」のウェブで、短い詩のシリーズをジェイミー・ストレイチャン（Jamie Strachan）のイラストを添えて発表した。またデイヴィッド・アームストロングと組んだ写真家でもあり、2008年にニューヨークの"RARE gallery in Chelsea"に『Iscariot』で出展した彫刻家でもある。
2011年から本格的に俳優業に進出し、2013年にアンドルー・ニコル監督の『ザ・ホスト 美しき侵略者』とスティーヴン・ソーダーバーグ監督のテレビ映画『恋するリベラーチェ』に、2014年にはデイヴィッド・フィンチャー監督の『ゴーン・ガール』に、2015年にはジャウマ・コレット＝セラ監督の『ラン・オールナイト』に出演した。
2015年からの、Netflix配信シリーズ『ナルコス』では、実在した麻薬捜査官のスティーヴ・マーフィーを演じた。
2017年公開の映画『ウルヴァリン』の、シリーズ新作『LOGAN/ローガン』で、敵役ドナルド・ピアースとしての出演が発表された。
2018年公開の、シェーン・ブラック監督作品でプレデターシリーズ最新作『ザ・プレデター』に出演した。

## 私生活
2017年9月21日、ガールフレンドであるタティアナ・パジコヴィック（Tatiana Pajkovic）との間に、第1子が誕生した。

## フィルモグラフィ

### 映画
| 公開年 | 日本語 原題                                                                | 役名                       | 備考                                     | 吹き替え           |
| ------ | -------------------------------------------------------------------------- | -------------------------- | ---------------------------------------- | ------------------ |
| 2008   | ミルク Milk                                                                | デントン・スミス           | ロバート・ボイド・ホルブルック名義の出演 |                    |
| 2010   | Tough Trade                                                                | Jackson Tucker             | テレビ映画                               | N/A                |
| 2011   | ハイヤー・グラウンド Higher Ground                                         | ティーンのイーサン・ミラー | 日本劇場未公開                           |                    |
| 2011   | ブラッド・ヒート 肉弾戦争 The Reunion                                      | ダグラス・キャリー         | 日本劇場未公開                           |                    |
| 2012   | 最高の人生のはじめ方 The Magic of Belle Isle                               | ルーク・フォード           | 日本劇場未公開                           | （吹き替え版なし） |
| 2013   | ザ・ホスト 美しき侵略者 The Host                                           | カイル・オーシェイ         |                                          | 矢嶋友和           |
| 2013   | ファーナス/訣別の朝 Out of the Furnace                                     | タトゥーの男               |                                          |                    |
| 2013   | 恋するリベラーチェ Behind the Candelabra                                   | ケイリー・ジェームズ       | テレビ映画                               | （吹き替え版なし） |
| 2014   | スケルトン・ツインズ 幸せな人生のはじめ方 The Skeleton Twins               | ビリー                     | 日本劇場未公開                           | （吹き替え版なし） |
| 2014   | リトル・アクシデント -闇に埋もれた真実- Little Accidents                   | エイモス・ジェンキンス     | 日本劇場未公開                           | （吹き替え版なし） |
| 2014   | 少女が大人に変わる夏 Very Good Girls                                       | デイヴィッド               | 日本劇場未公開                           | （吹き替え版なし） |
| 2014   | 誘拐の掟 A Walk Among the Tombstones                                       | ピーター・クリスト         |                                          | 大林洋平           |
| 2014   | ゴーン・ガール Gone Girl                                                   | ジェフ                     |                                          | 田村真             |
| 2015   | ラン・オールナイト Run All Night                                           | ダニー・マグワイア         |                                          | 神奈延年           |
| 2016   | The Free World                                                             | Mo Lundy                   |                                          | N/A                |
| 2016   | ジェーン Jane Got a Gun                                                    | ヴィク・オーウェン         |                                          | 清水裕亮           |
| 2016   | モーガン プロトタイプL-9 Morgan                                            | スキップ・ヴロンスキー     |                                          | 綱島郷太郎         |
| 2016   | Cardboard Boxer                                                            | Pinky                      |                                          | N/A                |
| 2017   | LOGAN/ローガン Logan                                                       | ドナルド・ピアース         |                                          | 小川輝晃           |
| 2017   | Boomtown                                                                   | Dustin                     |                                          | N/A                |
| 2017   | Two/One                                                                    |                            |                                          | N/A                |
| 2018   | ザ・プレデター The Predator                                                | クイン・マッケナ           |                                          | 小川輝晃           |
| 2018   | The Ghost of Kelly Pavlik                                                  | Narrator                   |                                          | N/A                |
| 2018   | O.G. オリジナル・ギャングスター O.G.                                       | Pinkins                    | 兼製作                                   | （吹き替え版なし） |
| 2019   | 月影の下で In the Shadow of the Moon                                       | トーマス・ロックハート     | Netflixオリジナル映画                    | 小川輝晃           |
| 2020   | ヒーローキッズ We Can Be Heroes                                            | ミラクル・ガイ             | Netflixオリジナル映画                    | 小川輝晃           |
| 2021   | 呪われし銀 The Cursed                                                      | ジョン・マクブライド       |                                          | 小川輝晃           |
| 2021   | ベケット Beckett                                                           | スティーヴン・タイナン     |                                          | 小林親弘           |
| 2022   | ヴェンジェンス/復讐 Vengeance                                              | タイ・ショウ               |                                          | 佐藤せつじ         |
| 2023   | インディ・ジョーンズと運命のダイヤル Indiana Jones and the Dial of Destiny | クレーバー                 |                                          | 中村悠一           |
| 2023   | ザ・バイクライダーズ The Bikeriders                                        | カル                       |                                          | 野坂尚也           |
| 2024   | 名もなき者/A COMPLETE UNKNOWN A Complete Unknown                           | ジョニー・キャッシュ       |                                          |                    |

### テレビシリーズ
| 放映年    | 日本語題 原題                                                           | 役名                                     | 備考                   | 吹き替え |
| --------- | ----------------------------------------------------------------------- | ---------------------------------------- | ---------------------- | -------- |
| 2009      | The Unusuals Unusuals                                                   | Punk                                     | 第5話「42」            | N/A      |
| 2009      | The Beautiful Life: TBL                                                 | Gabriel                                  | 第1話「Pilot」         | N/A      |
| 2011      | キャシーのbig C -いま私にできること- The Big C                          | ミカイル                                 | 計6話出演              |          |
| 2012      | ハットフィールド&マッコイ 実在した一族 vs 一族の物語 Hatfields & McCoys | ウィリアム・“キャップ”・ハットフィールド | ミニシリーズ 計3話出演 |          |
| 2015-2018 | ナルコス Narcos                                                         | スティーヴ・マーフィー                   | 計20話出演             | 小川輝晃 |
| 2020      | The Fugitive                                                            | マイク・フェロー                         | 計14話出演             | N/A      |
| 2021      | ザ・プレミス The Premise                                                | アーロン                                 | シーズン1第2話「黙祷」 |          |
| 2022      | サンドマン The Sandman                                                  | コリント人                               | Netflixドラマシリーズ  | 岩崎正寛 |
| 2023      | JUSTIFIED 俺の正義 : クライムシティ デトロイト Justified: City Primeval | クレメント・マンセル                     | 計8話出演              |          |

## 受賞とノミネーション
| 年   | 映画祭・賞           | 部門                 | 対象作品                                | 結果       |
| ---- | -------------------- | -------------------- | --------------------------------------- | ---------- |
| 2012 | ハンプトン国際映画祭 | ブレイクスルー俳優賞 | ザ・ホスト 美しき侵略者                 | 受賞       |
| 2014 | ミラノ国際映画祭賞   | 男優賞               | リトル・アクシデント -闇に埋もれた真実- | ノミネート |

## 日本語吹き替え
『ナルコス』以降、小川輝晃が主に担当している。
このほかにも、中村悠一、綱島郷太郎、小林親弘、岩崎正寛なども声を当てている。